# (5634) 1978 VT6
(5634) 1978 VT6 (1978 VT6, 1987 RX4, 1992 CL3, 2007 CO78) — астероїд головного поясу, відкритий 7 листопада 1978 року.
Тіссеранів параметр щодо Юпітера — 3.702.